# Ostrowite, Ostródzki
Ostrowite [ɔstrɔˈvitɛ] (tiếng Đức: Osterwitt) là một ngôi làng thuộc khu hành chính của Gmina Dąbrówno, thuộc huyện Ostródzki, Warmińsko-Mazurskie, ở miền bắc Ba Lan. Nó cách Dąbrówno khoảng 5 kilômét (3 mi) về phía đông bắc, cách Ostróda 30 km (19 mi) về phía nam và cách thủ phủ khu vực Olsztyn 46 km (29 mi) về phía tây nam.
Ngôi làng có dân số 330 người.